# 克羅納赫河
50°14′12.5″N 11°19′14″E / 50.236806°N 11.32056°E

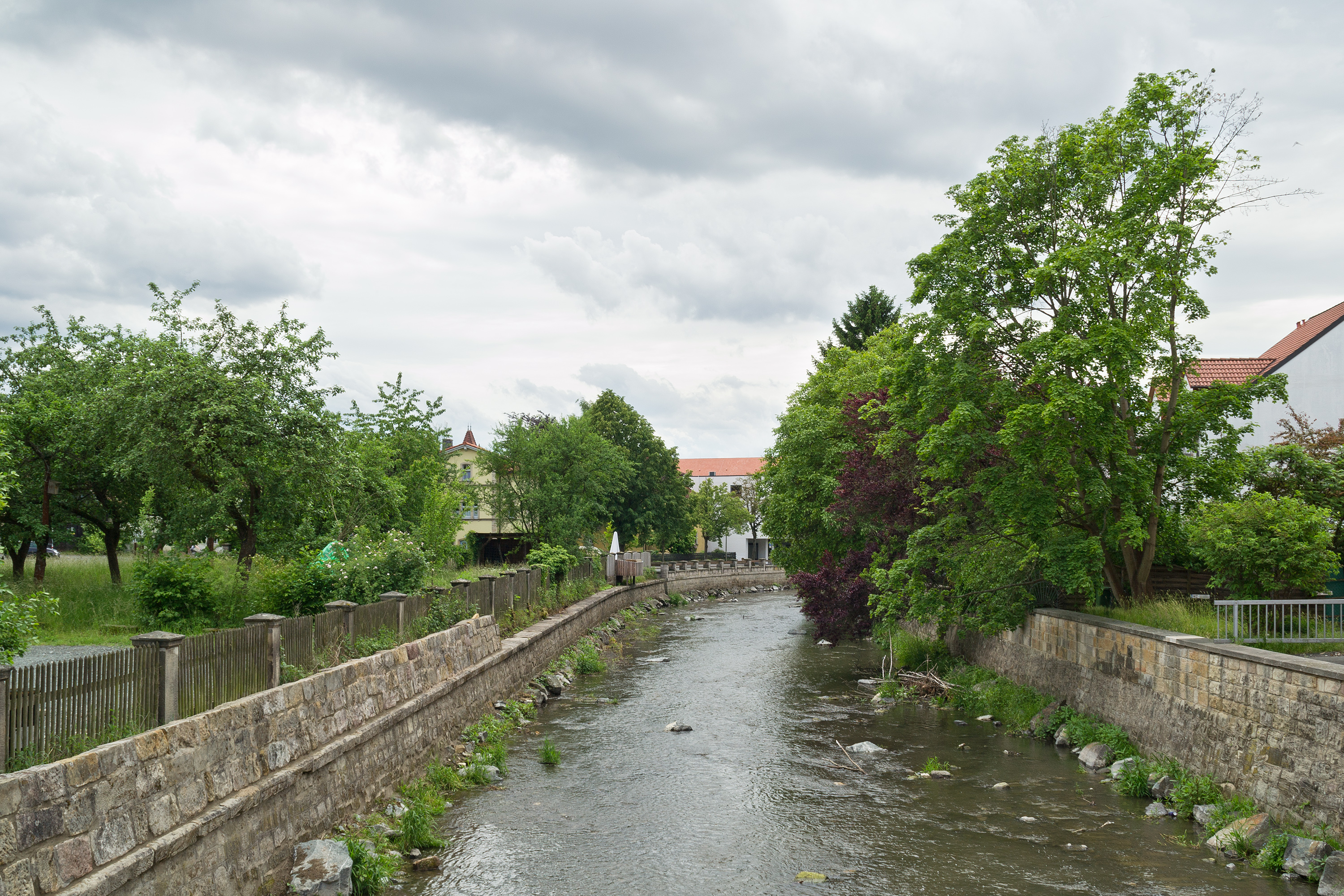
克羅納赫河

克羅納赫河（德語：Kronach），是德國的河流，位於該國東南部，由巴伐利亞負責管轄，由克雷姆尼茨河和格林珀爾河匯流而成，河道全長7.9公里，流域面積124平方公里。